# We Five (gruppo musicale greco)
I We Five sono stati un gruppo musicale greco di successo formatosi nella seconda metà degli anni sessanta. Si distinsero per aver avuto fra i membri il cantante Demis Roussos.

## Storia
Pubblicarono due singoli, il primo conteneva i brani: When a man loves a Woman (con la voce di Demis Roussos) suòl lato A e Do you wanna dance (con la voce di Spyros Metaxas) sul lato B. Il secondo singolo conteneva due cover di brani italiani: Quando ero soldato, cover di un brano di Lucio Dalla e cantata da Demis sul, lato A, e la cover del brano di Gianni Morandi, C'era un ragazzo che come me amava i Beatles e i Rolling Stones, cantata da Metaxas, sul lato B. Entrambi i brani sono stati tradotti in lingua greca.
Nel 1978 il giornalista nonché ex manager di diverse band greche degli anni sessanta, Nikos Mastorakis pubblicò un LP con diverse canzoni dei We Five tratte da nastri in suo possesso registrati nel periodo di attività della band per un programma radio condotto dallo stesso Mastorakis. L'album contiene varie cover tra cui Black is Black, Don't bring me down, Paint it black e Summer in the city.
Il gruppo si sciolse nel 1967, poco tempo dopo che il cantante Demis Roussos aveva lasciato la band per iniziare una collaborazione con Vangelis con il quale, in seguito, formerà gli Aphrodite's Child.

## Formazione
- Demis Roussos - voce, basso (fino a febbraio 1967)
- Alekos Karakantas - chitarra
- Spyros Metaxas - chitarra, voce (fino al 1967)
- Makis Saliaris - batteria
- Stelios Vlavianos - tastiere
- Yorgos Petrides - voce (dal 1967)
- Dimitri Kantakuzynos - basso (dal 1967)

## Discografia parziale

### Album in studio
- 1978 - We Five - The Nico Mastorakis tapes, featuring Demis Roussos

### Singoli
- 1966 - Do you wanna dance/When a man loves a woman
- 1966 - Quando ero soldato/C'era un ragazzo che come me amava i Beatles e i Rolling Stones